# Tototarzan
Tototarzan è un film del 1950 diretto da Mario Mattoli e interpretato da Totò.

## Trama
Vive nella giungla un essere misterioso, un uomo che gli indigeni chiamano "la scimmia bianca". È il figlio di un ricchissimo esploratore che lo ha abbandonato nella giungla quand'era ancora bambino. Ora il padre è morto e a quest'essere semi-selvaggio spetta di diritto un patrimonio valutato molti miliardi.
Tre avventurieri, due uomini ed una ragazza, riescono a catturare ed a portare in Europa il bianco selvaggio, confidando di potersi impadronire delle sue ricchezze. Cercano di farsi affidare dal tribunale la tutela del selvaggio, ma alla loro richiesta si oppone un parente del defunto esploratore, padre di tre belle figliole, il quale, avendo scoperto nel selvaggio un grande interesse per la bellezza femminile, intende trarne partito per i suoi fini.
Alla fine i due gruppi giungono ad un accordo: il selvaggio verrà soppresso e i malviventi se ne divideranno le spoglie. Ma quando il truce disegno sta per essere eseguito, il selvaggio viene salvato dalla fanciulla, che avendolo conosciuto nella giungla, ha finito per innamorarsi di lui.

## Produzione
Alla censura dell'epoca passò inosservata una scena di nudo dell'attrice Adriana Serra. È la sequenza in cui Totò vede la donna indossare una pelliccia di leopardo, le salta addosso e le strappa i vestiti, lasciandola addirittura, per pochi secondi, a seno scoperto.
Tra le attrici compare brevemente Anna Fallarino, all'epoca giovane sconosciuta e in seguito protagonista di cronaca rosa e nera, di fatto la sua unica esperienza nel cinema. Da non dimenticare tra le comparse, nel ruolo di una Totò Tarzanista, quella che diventerà una delle attrici più popolari italiane: Sophia Loren, che allora si faceva chiamare Sofia Lazzaro.

## Incassi
Tototarzan incassò £ 385.900.000, gli spettatori durante il periodo di proiezione furono 3.710.577.